# Lorenz Oken
Lorenz Oken, původním jménem Lorenz Okenfuß (1. srpna 1779 Offenburg – 11. srpna 1851 Curych) byl německý přírodovědec, přední představitel proudu naturfilosofie, snažícího se o poznání světa pomocí propojení metodologie přírodních a humanitních věd.
Oken pocházel ze selské rodiny. Vystudoval Freiburskou univerzitu a Würzburskou univerzitu a od roku 1805 byl soukromým docentem na Göttingenské univerzitě, později vyučoval na vysokých školách v Jeně, Mnichově a Curychu, kde se stal roku 1835 rektorem. Od roku 1818 byl členem Německé akademie věd Leopoldina.
Okenovy badatelské metody a způsob nahlížení na přírodu vycházely z gnozeologie Friedricha Schellinga. Vytvořil „vertebrální teorii“, podle níž lebka vznikla z metamorfovaných obratlů a hlava měla být obrazem celého těla: čelisti by odpovídaly končetinám, ústa pohlavním orgánům. Jeho pojetí přírody vycházelo z klíčového významu pětice smyslů, podle nichž rozdělil živočišnou říši do pěti základních tříd. Okenovo zkoumání zákonitostí života, podle nichž se životní formy proměňují, bylo jedním ze zdrojů evoluční teorie. Výsledky svých výzkumů shrnul v díle Allgemeine Naturgeschichte für alle Stände.
Od roku 1816 vydával v Jeně přírodovědecký časopis Isis, jehož obsah mu vynesl nepřátelství konzervativních kruhů. Byl zakladatelem Společnosti německých přírodovědců a lékařů, která na jeho počest uděluje od roku 1984 Medaili Lorenze Okena. Je po něm pojmenován kráter na Měsíci, rod hvozdíkotvarých rostlin Okenia a minerál okenit.